# 越後杜氏
越後杜氏（えちごとうじ）とは、新潟県を発祥地とする、日本酒を造る代表的な杜氏集団の一つ。杜氏の流派として捉えたときには越後流（えちごりゅう）と称され、さらに流派内は四つの支流に分かれる。杜氏組合としては、日本第二位の規模を誇る新潟県酒造従業員組合連合会を持つが、その支部のようなかたちで傘下に新潟県内各地域の杜氏組合が多く存在する。

## 歴史

### 大正時代以前
江戸時代とくに宝暦4年（1754年）の勝手造り令以降、日本酒の製法が四季醸造が寒造りへと移行していったため、米の収穫が終わると冬は積雪が深くて裏作の麦もできず、海も荒れて出漁できない越後の村から、貧しい農民が冬場の醸造のために関八州や尾張へと出稼ぎに行ったのが発祥である。より多くの人手を欲している造り酒屋と、農閑期の現金収入を得たい農民とのあいだで利害が一致したことが、杜氏集団の形成に寄与したといえる。
彼らのなかにはその誠実な働きを認められて造り酒屋の当主と養子縁組した者、暖簾分け（のれんわけ）をしてもらった者、酒株を購入して自分の小さな造り酒屋を開いた者もいる。こうした造り酒屋を越後店（えちごだな）という。

### 昭和時代以降
越後杜氏たちを束ねる近代的な組織が正式に結成されたのは昭和33年（1958年）である。当時の杜氏登録者数は900名を上回っていた。

## 支流派
越後杜氏は新潟県内の地域ごとに大きく次の三つの支流派に分かれる。
- 三島杜氏（さんとうとうじ）

新潟県三島郡（さんとうぐん）や長岡市などを拠点とする流派。さらに以下のような支流派に分かれる。
- 野積杜氏（のづみとうじ）

旧寺泊町野積を拠点とする。宮尾登美子の小説『藏』に出てくるのはこの野積杜氏である。
- 越路杜氏（こしじとうじ）

旧長岡市、旧越路町、塚山、岩塚、来迎寺を拠点とする。日本酒消費伸長期にあった昭和36年（1961年）の記録によれば、越後杜氏の総数約1000名のなかで312名が越路杜氏であり、新潟県内はもちろんのこと、活躍の範囲は東北、北陸、関東、東海、関西、四国にまで及んでいた。
なお、三島杜氏を一つの支流と考えず、上記の野積杜氏、越路杜氏、下記の刈羽杜氏、頸城杜氏を以って越後杜氏内の四大流派と数える識者も多い。
- 刈羽杜氏（かりわとうじ）

新潟県刈羽郡（かりわぐん）、鯖石川、鵜川流域の一帯を拠点とする流派。小千谷市（おぢやし）を拠点とする小千谷杜氏（おぢやとうじ）は、通常この刈羽杜氏のさらに支流派にあたるとされるが、小千谷杜氏を越路杜氏に含めて考える立場もある。
- 頸城杜氏（くびきとうじ）

現上越市や妙高市にあたる旧中頸城郡（なかくびきぐん）を拠点とする流派。さらに以下のような支流派に分かれる。
- 吉川杜氏

旧吉川町（よしかわまち）を拠点とする。
- 柿崎杜氏（かきざきとうじ）

旧柿崎町を拠点とする。

## 現況
寺泊野積、ついで越路、小千谷、柿崎、吉川が越後杜氏の主な出身地となっている。杜氏の数の減少が著しい近年もまだ250名を超える杜氏がおり、全国21都道府県で日本酒造りに携わっている。
昭和59年（1984年）、後継者育成のため新潟市中央区に新潟清酒学校が設立された。
新潟県内には100を越える蔵元があり、わずかな例外を除いて越後杜氏が醸造を担当しているが、現在の杜氏組合の名称が「新潟県酒造従業員組合連合会」であるため、杜氏の出身を記すときには「越後」でなく「新潟県」とすることも多い。

## 越後流に属する主な杜氏
- 高浜春男（新潟県 八海醸造 『八海山』）
- 木曽健太郎（新潟県 朝日酒造 『久保田』『朝日山』）
- 鳥島諠一（愛知県 東春酒造『東龍』）
- 古川原行雄（新潟県 石本酒造 『越乃寒梅』）